# Ardisia ordinata
Ardisia ordinata är en viveväxtart som beskrevs av Egbert Hamilton Walker. Ardisia ordinata ingår i släktet Ardisia och familjen viveväxter. Inga underarter finns listade i Catalogue of Life.